# نوادو ساخاما
نِوادو ساخاما (به اسپانیایی: Nevado Sajama) آتشفشانی است مخروطی‌شکل و متقارن که بلندترین کوه بولیوی به‌شمار می‌رود. این آتشفشان خاموش با ارتفاع ۶۵۴۲ متری خود در پارک ملی ساخاما واقع در جنوب غربی مرز بولیوی با شیلی قرار دارد. یخ‌پهنه‌ای بزرگ قله و ارتفاعات بالاتر این آتشفشان را پوشانده است که در نتیجه هیچ نشانه‌ای از دهانهٔ آتشفشان دیده نمی‌شود. همچنین دامنه‌های شرقی کوه واقع در خاک بولیوی، باران بیشتری نسبت به دامنه‌های غربی آن در شیلی دریافت می‌دارد.
در کوه‌پایه‌های شمالی، غربی و جنوبی نوادو ساخاما به‌ترتیب دهکده‌های تامریپی، ساخاما و لاگوناس واقع شده‌اند و از هر کدام آن‌ها می‌توان مستقیماً به قلهٔ کوه صعود نمود. از نظر فنی صعود به نوادو ساخاما نسبتاً آسان است هرچند یخچال‌هایی که بخش‌های بالاتر کوه را پوشانده‌اند دارای شکاف‌های عمیق بوده و نسبتاً شیبدارند. سه مسیر عمده‌ای که معمولاً برای صعود مورد استفاده قرار می‌گیرد یخچال غربی و تیغهٔ جنوب غربی، تیغهٔ جنوب غربی به‌طور مستقیم و تیغهٔ شمال غربی است.
نخستین تلاش برای صعود به قلهٔ نوادو ساخاما در سال ۱۹۲۷ صورت گرفت که در طی آن جوزف پرم توانست از مسیر تیغهٔ شمال غربی تا ارتفاع ۶۲۰۰ متری بالا رود. تلاش‌های بعدی برای صعود به‌دلیل شرایط آب و هوایی با شکست مواجه شد تا آنکه پرم سرانجام همراه با ویلفرید کوئهم توانست در اوت سال ۱۹۳۹ قلهٔ ساخاما را از مسیر دشوارتر تیغهٔ جنوب شرقی فتح نماید.
همچنین در سال ۲۰۰۱ مسابقهٔ فوتبالی در قلهٔ این کوه بین فوتبالیست‌های بولیویایی برگزار شد.